# Justizvollzugsanstalt Essen
Die Justizvollzugsanstalt Essen ist die für den Landgerichtsbezirk Essen zuständige Untersuchungshaftanstalt für männliche Erwachsene. Außerdem sind dort auch erwachsene, männliche Strafgefangene mit zeitigen Strafen von unterschiedlicher Dauer inhaftiert. Aufgrund ihrer Lage und Postadresse in der Krawehlstraße wird die Anstalt im Volksmund auch „Krawehle“ genannt.
Die Anstalt bietet Platz für 528 Gefangene, der Ausländeranteil beträgt durchschnittlich ca. 40 %. Die Unterbringung erfolgt dabei größtenteils in Einzelhafträumen. Die Einrichtung geht auf das Jahr 1910 zurück.
Bis zum 31. Dezember 2016 war der JVA Essen eine Jugendarrestanstalt angeschlossen, die sich in Essen-Werden befand.

## Zuständigkeit
Die JVA Essen ist zuständig für die Vollstreckung von:
- Untersuchungshaft, Auslieferungs- und Durchlieferungshaft an erwachsene Männer
- Freiheitsstrafe unter drei Monate
- Freiheitsstrafe (Erstvollzug) von drei Monaten bis 18 Monate
- Freiheitsstrafe (Regelvollzug) von drei Monaten bis einschließlich 30 Monate[3]

Die Zuständigkeiten der Justizvollzugsanstalten in Nordrhein-Westfalen sind im Vollstreckungsplan des Landes NRW geregelt (AV d. JM v. 16. September 2003 – 4431 – IV B. 28 -).